# Arrondissement de Ziegenhain

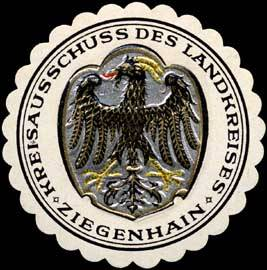
Sceau du comité de l'arrondissement de Ziegenhain.

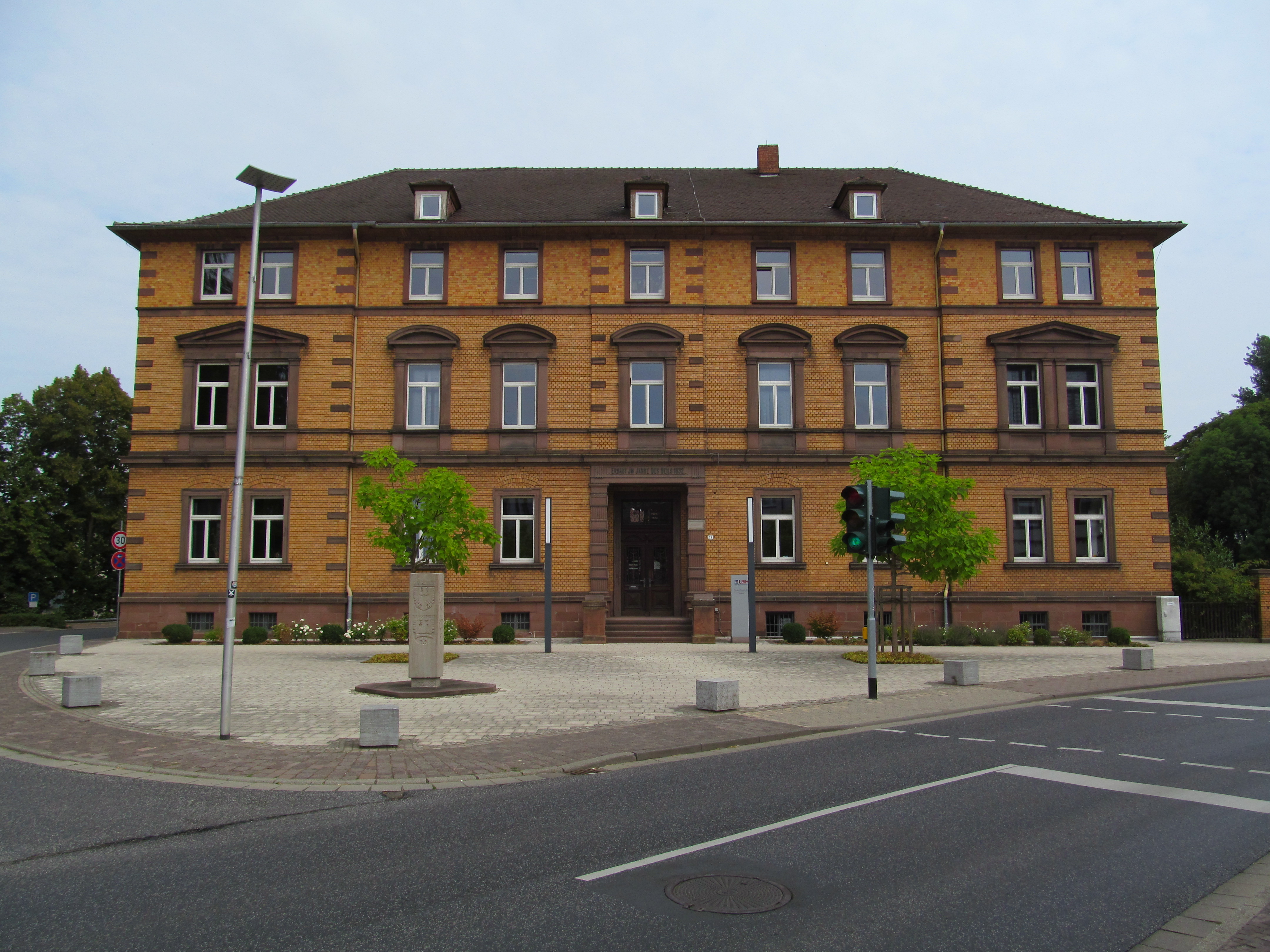
Ancien bureau de l'arrondissement.

L'arrondissement de Ziegenhain est un arrondissement électoral de Hesse créée en 1821, puis prussien à partir de 1867 et de Hesse après 1945 dans le district de Cassel. Dans le cadre de la réforme territoriale de Hesse du 1er janvier 1974, il est fusionné avec le nouveau arrondissement de Schwalm-Eder.

## Géographie

### Position
L'arrondissement de Ziegenhain comprend la vallée moyenne de la Schwalm avec certaines parties de ses montagnes périphériques Kellerwald (de) et Knüll (de). La région se trouve donc au sud de l'actuel arrondissement de Schwalm-Eder et du district de Cassel. Le chef-lieu de l'arrondissement est Ziegenhain.

### Arrondissements voisins
Fin 1973, l'arrondissement borde dans le sens des aiguilles d'une montre, en commençant au nord, les arrondissements de Fritzlar-Homberg (de) et Hersfeld-Rotenburg, l'arrondissement de Vogelsberg et les arrondissements de Marbourg (de) et Frankenberg (de).

## Histoire

### 1821 à 1848
Après l'expulsion de Jérôme Bonaparte et la dissolution du royaume de Westphalie en 1813, l'électeur Guillaume de Hesse-Cassel réorganise l'administration de son pays. Avec l'«Ordonnance du 29 juin 1821, « concernant la réorganisation de l'administration de l'État précédente », l'électorat de Hesse est divisée en quatre provinces. La Haute-Hesse électorale (de), les bureaux d'Amöneburg et de Neustadt ainsi que l'ancien comté de Ziegenhain (de) forment la province de Haute-Hesse (de).
Avec le règlement du 30 août 1821, le territoire de l'État de Hesse est divisé en arrondissements (de). La province de la Haute-Hesse comprend les arrondissements de Marbourg (de), Kirchhain, Frankenberg (de) et Ziegenhain.
L'arrondissement de Ziegenhain est composé des bureaux suivants :
- Ziegenhain (de) - composé de l'ancien bureau de Ziegenhain, mais sans Dittershausen, Florshain, Mengsberg, Rommershausen, Seigertshausen, Wasenberg et Wiera
- Treysa - composé de l'ancien bureau Treysa et des communes de Dittershausen, Florshain, Mengsberg, ainsi que Schlag-, Hain-, Sommer- et Eisermühle, Rommershausen, Wasenberg et Wiera, qui sont séparées de l'ancien bureau Ziegenhain
- Neukirchen (de) – composé de l'ancien bureau de Neukirchen, mais sans Berfa et Görzhain ; de l'ancien bureau de Neuenstein Hauptschwenda et Schwarzenborn ainsi que des fermes de Kämmershagen et Richberg ; de l'ancien bureau d'Oberaula Christerode et de l'ancien bureau de Ziegenhain Seigertshausen ainsi que du Hergetsmühle et du Happersmühle.
- Oberaula - composé de l'ancien bureau d'Oberaula, mais sans Christerode ; du bureau précédent Neukirchen Berfa avec le Biegmühle et Görzhain avec le Kleinmühle.

Le 1er janvier 1837, la commune de Densberg est transférée de l'arrondissement de Ziegenhain à l'arrondissement de Fritzlar
L'arrondissement comprend alors les quatre villes de Treysa, Ziegenhain, Neukirchen et Schwarzenborn, les bourgs de Frielendorf et Oberaula et 73 communes.

### 1848 à 1851
À la suite de la Révolution de Mars 1848, l'électorat de Hesse est divisé par la loi du 31 octobre 1848 en neuf districts. Selon cela, les anciens bureaux de Treysa, Ziegenhain et Neukirchen sont affectés au district de Fritzlar (de), et l'ancien bureau d'Oberaula est affecté au district d'Hersfeld (de).

### 1851 à 1968
Le 7 juillet 1851, l'électeur Frédéric-Guillaume Ier décrète : « La division de l'État électoral en districts et provinces, qui existe jusqu'au 1er février 1849, est rétablie pour l'administration intérieure de l'État.… ». Cet ordre est entré en vigueur le 15 septembre 1851 pour être mis en œuvre afin qu'un arrondissement de Ziegenhain existe à nouveau.
L'intégration de l'électorat de Hesse dans le royaume de Prusse après la guerre austro-prussienne n'entraîne aucun changement significatif dans la structure des arrondissements. En 1867, l'arrondissement de Ziegenhain est intégré au nouveau district de Cassel.
Le nombre de communes ne change que de manière insignifiante jusqu'au lancement de la réforme territoriale en Hesse vers 1970 :
- Le 1er janvier 1837, Densberg est rattachée à l'ancien arrondissement de Fritzlar (de),
- Le 18 mai 1843, la commune de Schönstein est formée à partir de lotissements jusqu'alors rattachés à Schönau (Rommershäuser Eisenhütte, Nordenmühle et « Heidenhäuser vor dem Jeust »)[11]
- Les communes d'Althattendorf et de Neuhattendorf fusionnent pour former la commune d'Hattendorf le 1er octobre 1937.
- La caserne de Trutzhain, construite à l'origine comme camp de prisonniers de guerre dans le district de Steina, est reconnue comme commune indépendante le 1er mai 1951[12].

Entre 1951 et 1968, l'arrondissement de Ziegenhain comprend 79 communes, dont les villes de Neukirchen, Schwarzenborn, Treysa et Ziegenhain,

### Réforme territoriale en Hesse
Des fusions volontaires de communes de l'arrondissement ont lieu depuis 1968 car elles sont associées à des avantages financiers. Entre autres, le 31 décembre 1971, les communes de Breitenbach, Hatterode et Oberjossa fusionnent pour former la commune de Breitenbach am Herzberg, Gehau et Machtlos sont ajoutés le 1er juillet 1972.
Le 1er août 1972, l'arrondissement de Ziegenhain est réduit :
- Les communes de Berfa, Hattendorf et Lingelbach quittent l'arrondissement et sont incorporées à la ville d'Alsfeld dans l'arrondissement de Vogelsberg .
- La commune élargie de Breitenbach am Herzberg est transférée dans le nouveau arrondissement de Hersfeld-Rotenburg .

La superficie de l'arrondissement réduite de 585,8 km2 à l'origine à 510,78 km2. À la fin de son existence le 31 décembre 1973, l'arrondissement de Ziegenhain comprend encore les 28 communes suivantes :
- Antrefftal, comprenant Gungelshausen, Merzhausen, Willingshausen et Zella
- Friedigerode
- Frielendorf, comprenant Frielendorf, Gebersdorf, Lanertshausen, Lenderscheid, Linsingen, Siebertshausen et Todenhausen
- Gilserberg, comprenant Gilserberg, Appenhain, Heimbach, Itzenhain, Lischeid, Sachsenhausen, Schönau et Winterscheid
- Grenzebach, comprenant Leimsfeld, Obergrenzebach et Schönborn
- Großropperhausen
- Ibra
- Leimbach
- Loshausen
- Mengsberg
- Moischeid
- Neukirchen, comprenant Neukirchen, Asterode, Christerode, Hauptschwenda, Nausis, Riebelsdorf et Rückershausen
- Oberaula, comprenant Oberaula et Hausen
- Olberode
- Ottrau, comprenant Ottrau, Görzhain, Immichenhain, Kleinropperhausen, Schorbach et Weißenborn
- Ransbach
- Röllshausen
- Salmshausen
- Schönstein
- Schrecksbach, comprenant Schrecksbach et Holzburg
- Schwalmstadt, comprenant Allendorf an der Landsburg, Ascherode, Dittershausen, Florshain, Frankenhain, Michelsberg, Niedergrenzebach, Rörshain, Rommershausen, Treysa, Trutzhain, Wiera et Ziegenhain
- Schwarzenborn
- Sebbeterode
- Seigertshausen
- Spieskappel
- Steina
- Wahlshausen
- Wasenberg

À compter du 1er janvier 1974, sur la base de la loi du 28 septembre 1973, les arrondissements de Fritzlar-Homberg (de), Melsungen (de) et Ziegenhain (à l'exception de la commune de Mengsberg) sont fusionnés pour former l'arrondissement de Schwalm-Eder
Dans le même temps, une réforme communale est menée, qui apporte les changements suivants aux communes de l'arrondissement de Ziegenhain :
1. Les communes de Gilserberg, Moischeid, Schönstein et Sebbeterode sont fusionnées pour former une commune appelée Gilserberg .
2. Les communes d'Antrefftal, Leimbach, Loshausen, Ransbach, Steina et Wasenberg sont fusionnées pour former une commune appelée Willingshausen .
3. Les communes de Röllshausen et Salmshausen sont intégrées à la commune de Schrecksbach.
4. La commune de Seigertshausen est incorporée à la ville de Neukirchen.
5. Les communes de Friedigerode - à l'exception des parcelles mentionnées au § 7, alinéa 2 -, Ibra, Oberaula, Olberode - à l'exception de la parcelle mentionnée au § 5, alinéa 2, no 2 - et Wahlshausen ont été réunies en une seule commune qui s'appelle Oberaula.
6. La commune de Grebenhagen (anciennement arrondissement de Fritzlar-Homberg) est incorporée à la ville de Schwarzenborn.
7. Les communes d'Allendorf, Frielendorf, Grenzbach, Großropperhausen, Spieskappel (Verna et Leuderode - auparavant arrondissement de Schwalm-Eder) sont fusionnées pour former une commune appelée Frielendorf.
8. La commune de Mengsberg est incorporée à la ville de Neustadt dans ce qui était alors l'arrondissement de Marbourg (de).

Finalement, sept communes de l'arrondissement de Ziegenhain rejoignent l'arrondissement de Schwalm-Eder.

## Évolution de la démographie
| Année | Habitants | Source |
| ----- | --------- | ------ |
| 1871  | 32 601    | [ 20 ] |
| 1890  | 32 416    | [ 13 ] |
| 1900  | 32 752    | [ 13 ] |
| 1910  | 36 056    | [ 13 ] |
| 1925  | 38 449    | [ 13 ] |
| 1933  | 40 008    | [ 13 ] |
| 1939  | 40 182    | [ 13 ] |
| 1950  | 51 431    | [ 13 ] |
| 1960  | 60 643    | [ 13 ] |
| 1970  | 55 300    | [ 15 ] |
| 1972  | 51 100    | [ 16 ] |

## Administrateurs de l'arrondissement
- 1821-1841: Georg Friedrich Hüpeden
- 1839-1847: Christian Emil Plitt
- 1847:bis 0000 Martin Schlott
- 1847-1849: Friedrich Renner
- 1849-1851: Otto Klingelhöffer (de)
- 1851-1855: Ludwig Schantz (de)
- 1855-1861: Karl Groß (de)
- 1861-1863: Otto von Dehn-Rotfelser (de)
- 1863-1866: Otto von Gehren (de)
- 1868-1885: Emil Günther
- 1885-1919: Gerhard von Schwertzell (de)
- 1919-1934: Günther von Steinau-Steinrück (de)
- Mars 1934 à avril 1945: Wilhelm Wisch (de) (NSDAP)[21]
- 1945:bis 0000 Felix Schwerdel
- 1945-1950: Heinrich Treibert (de) (SPD)
- 1950-1968: Friedrich Klar (FDP)
- 1968-1974: Albert Pfuhl (de) (SPD)[22]

## Communes
Le tableau suivant contient toutes les communes appartenant à l'arrondissement de Ziegenhain et les données de toutes les incorporations,
| CommuneCommune             | Incorporée à                                      | Date de l'incorporation            |
| -------------------------- | ------------------------------------------------- | ---------------------------------- |
| Allendorf an der Landsburg | Schwalmstadt                                      | 31 décembre 1971                   |
| Althattendorf              | Hattendorf Alsfeld (Arrondissement de Vogelsberg) | 1er octobre 1937 1er août 1972     |
| Antrefftal                 | Willingshausen                                    | 1er janvier 1974                   |
| Appenhain                  | Gilserberg                                        | 1er avril 1972                     |
| Ascherode                  | Schwalmstadt                                      | 31 décembre 1970                   |
| Asterode                   | Neukirchen                                        | 31 décembre 1971                   |
| Berfa                      | Alsfeld (Arrondissement de Vogelsberg)            | 1er août 1972                      |
| Breitenbach am Herzberg    | Arrondissement de Hersfeld-Rotenburg              | 1er août 1972                      |
| Christerode                | Neukirchen                                        | 31 décembre 1971                   |
| Dittershausen              | Schwalmstadt                                      | 31 décembre 1971                   |
| Florshain                  | Schwalmstadt                                      | 31 décembre 1970                   |
| Frankenhain                | Schwalmstadt                                      | 31 décembre 1970                   |
| Friedigerode               | Oberaula                                          | 1er janvier 1974                   |
| Frielendorf                |                                                   |                                    |
| Gebersdorf                 | Frielendorf                                       | 31 décembre 1971                   |
| Gehau                      | Breitenbach am Herzberg                           | 1er août 1972                      |
| Gilserberg                 |                                                   |                                    |
| Görzhain                   | Ottrau                                            | 1er avril 1972                     |
| Grenzebach                 | Frielendorf                                       | 1er janvier 1974                   |
| Großropperhausen           | Frielendorf                                       | 1er janvier 1974                   |
| Gungelshausen              | Antrefftal Willingshausen                         | 31 décembre 1971 1er janvier 1974  |
| Hattendorf                 | Alsfeld (Arrondissement de Vogelsberg)            | 1er août 1972                      |
| Hatterode                  | Breitenbach am Herzberg                           | 31 décembre 1971                   |
| Hauptschwenda              | Neukirchen                                        | 31 décembre 1971                   |
| Hausen                     | Oberaula                                          | 1er avril 1972                     |
| Heimbach                   | Gilserberg                                        | 31 décembre 1971                   |
| Holzburg                   | Schrecksbach                                      | 31 décembre 1971                   |
| Ibra                       | Oberaula                                          | 1er janvier 1974                   |
| Immichenhain               | Ottrau                                            | 1er avril 1972                     |
| Itzenhain                  | Gilserberg                                        | 1er avril 1972                     |
| Kleinropperhausen          | Ottrau                                            | 1er avril 1972                     |
| Lanertshausen              | Lenderscheid Frielendorf                          | 15 septembre 1968 31 décembre 1971 |
| Leimbach                   | Willingshausen                                    | 1er janvier 1974                   |
| Leimsfeld                  | Grenzebach Frielendorf                            | 31 décembre 1971 1er janvier 1974  |
| Lenderscheid               | Frielendorf                                       | 31 décembre 1971                   |
| Lingelbach                 | Alsfeld (Arrondissement de Vogelsberg)            | 1er août 1972                      |
| Linsingen                  | Frielendorf                                       | 31 décembre 1971                   |
| Lischeid                   | Gilserberg                                        | 31 décembre 1971                   |
| Loshausen                  | Willingshausen                                    | 1er janvier 1974                   |
| Machtlos                   | Breitenbach am Herzberg                           | 1er août 1972                      |
| Mengsberg                  | Neustadt (Arrondissement de Marbourg (de))        | 1er janvier 1974                   |
| Merzhausen                 | Antrefftal Willingshausen                         | 31 décembre 1971 1er janvier 1974  |
| Michelsberg                | Schwalmstadt                                      | 1er août 1972                      |
| Moischeid                  | Gilserberg                                        | 1er janvier 1974                   |
| Nausis                     | Neukirchen                                        | 31 décembre 1971                   |
| Neuhattendorf              | Hattendorf Alsfeld (Arrondissement de Vogelsberg) | 1. Oktober 1937 1er août 1972      |
| Neukirchen, ville          |                                                   |                                    |
| Niedergrenzebach           | Schwalmstadt                                      | 31 décembre 1970                   |
| Oberaula                   |                                                   |                                    |
| Obergrenzebach             | Grenzebach Frielendorf                            | 31 décembre 1971 1er janvier 1974  |
| Oberjossa                  | Breitenbach am Herzberg                           | 31 décembre 1971                   |
| Olberode                   | Oberaula                                          | 1er janvier 1974                   |
| Ottrau                     |                                                   |                                    |
| Ransbach                   | Willingshausen                                    | 1er janvier 1974                   |
| Riebelsdorf                | Neukirchen                                        | 31 décembre 1971                   |
| Röllshausen                | Schrecksbach                                      | 1er janvier 1974                   |
| Rommershausen              | Schwalmstadt                                      | 31 décembre 1970                   |
| Rörshain                   | Schwalmstadt                                      | 1er avril 1972                     |
| Rückershausen              | Neukirchen                                        | 31 décembre 1971                   |
| Sachsenhausen              | Gilserberg                                        | 31 décembre 1971                   |
| Salmshausen                | Schrecksbach                                      | 1er janvier 1974                   |
| Schönau                    | Gilserberg                                        | 31 décembre 1971                   |
| Schönborn                  | Grenzebach Frielendorf                            | 31 décembre 1971 1er janvier 1974  |
| Schönstein                 | Gilserberg                                        | 1er janvier 1974                   |
| Schorbach                  | Ottrau                                            | 1er avril 1972                     |
| Schrecksbach               |                                                   |                                    |
| Schwalmstadt, ville        |                                                   |                                    |
| Schwarzenborn, ville       |                                                   |                                    |
| Sebbeterode                | Gilserberg                                        | 1er janvier 1974                   |
| Seigertshausen             | Neukirchen                                        | 1er janvier 1974                   |
| Siebertshausen             | Lenderscheid Frielendorf                          | 1er juillet 1970 31 décembre 1971  |
| Spieskappel                | Frielendorf                                       | 1er janvier 1974                   |
| Steina                     | Willingshausen                                    | 1er janvier 1974                   |
| Todenhausen                | Frielendorf                                       | 31 décembre 1971                   |
| Treysa, ville              | Schwalmstadt                                      | 31 décembre 1970                   |
| Trutzhain                  | Schwalmstadt                                      | 31 décembre 1970                   |
| Wahlshausen                | Oberaula                                          | 1er janvier 1974                   |
| Wasenberg                  | Willingshausen                                    | 1er janvier 1974                   |
| Weißenborn                 | Ottrau                                            | 1er avril 1972                     |
| Wiera                      | Schwalmstadt                                      | 31 décembre 1971                   |
| Willingshausen             |                                                   |                                    |
| Winterscheid               | Gilserberg                                        | 31 décembre 1971                   |
| Zella                      | Antrefftal Willingshausen                         | 31 décembre 1971 1er janvier 1974  |
| Ziegenhain, ville          | Schwalmstadt                                      | 31 décembre 1970                   |